# John Frusciante
John Anthony Frusciante (n. 5 martie 1970, New York City, SUA) este un multi-instrumentist, cantautor și producător de muzică și film american. Este cunoscut pentru activitatea sa în cadrul trupei Red Hot Chili Peppers, al cărei membru a fost din 1988 până în 1992, apoi din 1998 până în 2007, iar pe data de 16.12.2019 Red Hot Chili Peppers au anunțat reîntoarcerea lui, și cu care a înregistrat 5 albume. Pe lângă Red Hot Chili Peppers, Frusciante a lucrat și cu alți artiști, precum Josh Klinghoffer, Joe Lally, Omar Rodríguez-López, Warpaint, Black Knights sau Wu-Tang Clan.
Frusciante s-a alăturat Red Hot Chili Peppers la vârsta de 18 ani, primul sau album cu trupa fiind Mother's Milk (1989). Blood Sugar Sex Magik (1991), succesorul acestuia, a devenit rapid un succes la nivel mondial mondial. Frusciante a fost copleșit de popularitatea câștigată peste noapte de formație după lansarea Blood Sugar Sex Magik; a părăsit trupa în 1992, retrăgându-se din societate și devenind dependent de droguri. În timpul perioadei sale de dependență, Frusciante a lansat primele sale două albume solo: Niandra Lades and Usually Just a T-Shirt (1994) și Smile from the Streets You Hold (1997). În 1998, a dus la bun sfârșit tratamentul de dezintoxicare și s-a alăturat din nou Red Hot Chili Peppers. Următorul album, Californication (1999), urma să vândă 16 milioane de copii la nivel mondial. Al treilea sau album solo, To Record Only Water for Ten Days, a fost lansat în 2001, iar următorul album cu Red Hot Chili Peppers, By The Way, în 2002. A lansat 6 albume solo în 2004, explorând diferite genuri muzicale și tehnici de înregistrat. Stadium Arcadium, ultimul album al lui Frusciante cu Red Hot Chili Peppers, a apărut în 2006. În 2009, Frusciante a lansat The Empyrean și a anunțat ca a părăsit din nou RHCP.
Frusciante a primit recunoaștere de la critici pentru stilul său muzical, clasându-se numărul 18 în lista din 2003 a Rolling Stone "100 cei mai mari chitariști din toate timpurile", și 72 pe o ediție din 2011 a aceleiași liste. Gibson l-a clasat pe locul 42 într-un clasament asemănător. A fost votat "cel mai bun chitarist al ultimilor 30 de ani", într-un sondaj BBC realizat în 2010. Frusciante a fost introdus în Rock And Roll Hall of Fame ca membru al Red Hot Chili Peppers, deși nu a participat la ceremonie.

## Biografie

### 1970-1987: Copilăria
Frusciante s-a născut în Queens, New York, pe 5 martie 1970. Tatăl său, John Sr., este un pianist instruit, iar mama sa, Gail, o solistă care a renunțat la carieră pentru viața de familie. Frusciante și familia sa s-au mutat în Tucson, Arizona. Părinții lui au divorțat, iar el și mama sa s-au mutat în Santa Monica, California.
Un an mai târziu, Frusciante s-a mutat în Mar Vista, Los Angeles, împreună cu mama lui și un tată vitreg, despre care spune ca "l-a sprijinit și l-a făcut să se simtă bine ca artist".
Frusciante a început să studieze chitariști precum Jeff Beck, Jimmy Page și Jimi Hendrix la unsprezece ani. A renunțat la liceu la șaisprezece ani, cu permisiunea părinților săi. Cu sprijinul lor, s-a mutat la Los Angeles, în vederea dezvoltării competențelor sale muzicale.

### 1988-1992: Red Hot Chili Peppers
Frusciante a participat la primul său concert Red Hot Chili Peppers când avea mai puțin de cincisprezece ani și a devenit rapid un fan devotat. El a început să-l idolatrizeze pe chitaristul Hillel Slovak și a învățat aproape toate liniile de chitară și bas de la Red Hot Chili Peppers.
Frusciante s-a împrietenit cu fostul baterist de la Dead Kennedys, DH Peligro, la începutul anului 1988. Ei au repetat adesea împreună, iar Peligro l-a invitat pe Flea (basistul trupei Red Hot Chili Peppers) să se alăture. Frusciante și Flea au dezvoltat o legătură muzicală imediat; după spusele lui Flea, aceea a fost perioada în care a compus linia de bas din Nobody Weird Like Me.
Slovak a murit din cauza unei supradoze de heroină în 1988, și bateristul, Jack Irons, incapabil de a se împăca cu moartea lui, a părăsit grupul. Flea i-a propus lui Frusciante să se alăture formației și acesta a acceptat. Primul album scris de Frusciante împreuna cu Red Hot Chili Peppers a fost Mother's Milk, apărut în 1989. Frusciante a încercat să imite stilul fostului chitarist Hillel Slovak. În perioada înregistrărilor, Frusciante a intrat în conflict cu producătorul de la acea vreme, Michael Beinhorn, fiind obligat să cânte într-un mod nepotrivit lui. Mother's Milk a fost primul album certificat cu aur al formației și a fost albumul RHCP cu cel mai mare succes comercial până la acel moment.
În 1991 a apărut Blood Sugar Sex Magik, album care a adus Red Hot Chili Peppers popularitatea mondială și care este aclamat de critici până în ziua de astăzi, vânzând 13 milioane de copii la nivel mondial. Este primul album în care Frusciante a avut libertate maxima de exprimare și albumul în care influențele sale din muzica lui Jimi Hendrix sunt cele mai pregnante.

### 1992-1997: Dependența de droguri
Frusciante a început să se simtă incomodat de succesul de care avea parte formația, lucru care îl aducea adesea în situația de a se certa cu Anthony Kiedis, și chiar să boicoteze concerte. De asemenea, a dezvoltat o gravă dependenta de droguri. A decis să părăsească trupa în mijlocul turneului Blood Sugar Sex Magik, intrând apoi într-o depresie profundă. Pentru a face față acesteia, Frusciante și-a mărit consumul de heroină, fapt care i-a afectat grav sănătatea. "Eram foarte trist, dar întotdeauna mă înveseleam sub influența drogurilor; așadar, trebuia să folosesc droguri tot timpul. Nu am fost niciodată vinovat - am fost întotdeauna foarte mândru să fiu dependent", a spus John. John credea că drogurile sunt singurul mod de a "te asigura că menții contactul cu frumosul, în loc să lași urâțenia lumii să îți corupă sufletul".
Primul său album solo, Niandra Lades and Usually Just a T-Shirt, a fost lansat în 1994. Un Frusciante vizibil afectat de dependență afirma că a fost scris pentru a crea "muzică interesantă", despre care simțea că nu mai există. Prima parte a Niandra LaDes and Usually Just a T-Shirt a fost înregistrată la puțin timp după terminarea albumului Blood Sugar Sex Magik, iar cea de-a doua în timpul turneului albumului sus-menționat. "Running Away Into You" este singura melodie înregistrată după plecarea lui Frusciante din Red Hot Chili Peppers. Albumul prezintă multe elemente de muzică experimentală și are ca temă principală exprimarea spirituală și emoțională. 
În 1997, al doilea său album solo a apărut, Smile from the Streets You Hold, despre care a recunoscut că a fost lansat pentru a câștiga bani de droguri. Multe din cântecele de pe Smile au fost înregistrate în aceeași perioadă cu cele de pe Niandra LaDes and Usually Just a T-Shirt.

### 1997-2002: Dezintoxicarea și revenirea în Red Hot Chili Peppers
În 1997, după mai mult de 5 ani de dependența, Frusciante s-a lăsat brusc de droguri (cold turkey). Totuși, nici după mai multe luni nu a reușit să-și învingă dependența de cocaină și alcool, iar, la cererile prietenului Bob Forrest, Frusciante a intrat la o clinică de dezintoxicare. A fost diagnosticat cu o infecție orală potențial letală, care nu putea fi atenuată decât prin înlocuirea tuturor dinților săi putreziți cu un implant dentar. La aproximativ o lună, Frusciante a părăsit clinica și a intrat din nou în societate. În ciuda experienței sale cu drogurile, Frusciante nu vede acea perioadă ca pe una întunecată, ci ca pe una de renaștere, în care s-a regăsit pe sine și și-a curățat mintea.
La începutul anului 1998, Red Hot Chili Peppers l-au concediat pe chitaristul Dave Navarro și au fost pe punctul de a se destrăma. Cu Frusciante dezintoxicat, Kiedis și Flea au crezut că este un moment potrivit să-l invite înapoi în formație. Când Flea l-a vizitat și i-a cerut să se alăture din nou trupei, Frusciante a început să suspine, spunând că "nimic nu l-ar fi făcut mai fericit." Cu Frusciante înapoi la chitară, Chili Peppers au început sa înregistreze albumul Californication, lansat în 1999. Pierzându-și multe din abilitățile sale tehnice de chitarist în perioada dependenței de droguri, Frusciante a recurs la un stil minimalist pe Californication, așa cum reiese din melodii precum Scar Tissue și Purple Stain. Californication a devenit cel mai bine vândut album al trupei, cu peste 16 milioane de copii vândute la nivel mondial.
În timpul turneului Californication, Frusciante a scris melodii care urmau să apară pe al treilea său album solo, To Record Only Water for Ten Days (2001). Acest album a fost diferit din punct de vedere stilistic de predecesorii săi, având mai puține elemente avangardiste și mai multe electronice și new wave. Compoziția și producerea To Record Only Water for Ten Days au fost mult mai simple și eficiente decât pe albumele sale trecute. Tot în 2001, Frusciante a început înregistrările pentru al patrulea său album cu Red Hot Chili Peppers, By The Way. El consideră acea perioadă una din cele mai fericite din viața sa.
By The Way prezintă o nouă abordare muzicală din partea lui Frusciante, acesta fiind influențat în mod special de muzica anilor '50 si '60. Majoritatea liniilor de chitară și bas de pe album sunt scrise de el și sunt caracterizate de un stil muzical mult mai melodios - puterea excesivă pe care chitaristul o exercita l-a determinat pe Flea să-și dorească să părăsească formația (totuși, John l-a convins să se răzgândească). În timpul înregistrărilor, Frusciante a intrat în conflict și cu Rick Rubin, producătorul, cei doi având viziuni diferite asupra modului cum trebuie mixate melodiile.     
Cât timp lucra pentru By The Way, a scris și ceea ce urma să devină Shadows Collide With People' și soundtrack-ul filmului The Brown Bunny.

### 2002 - 2007: Albumele din 2004 siStadium Arcadium

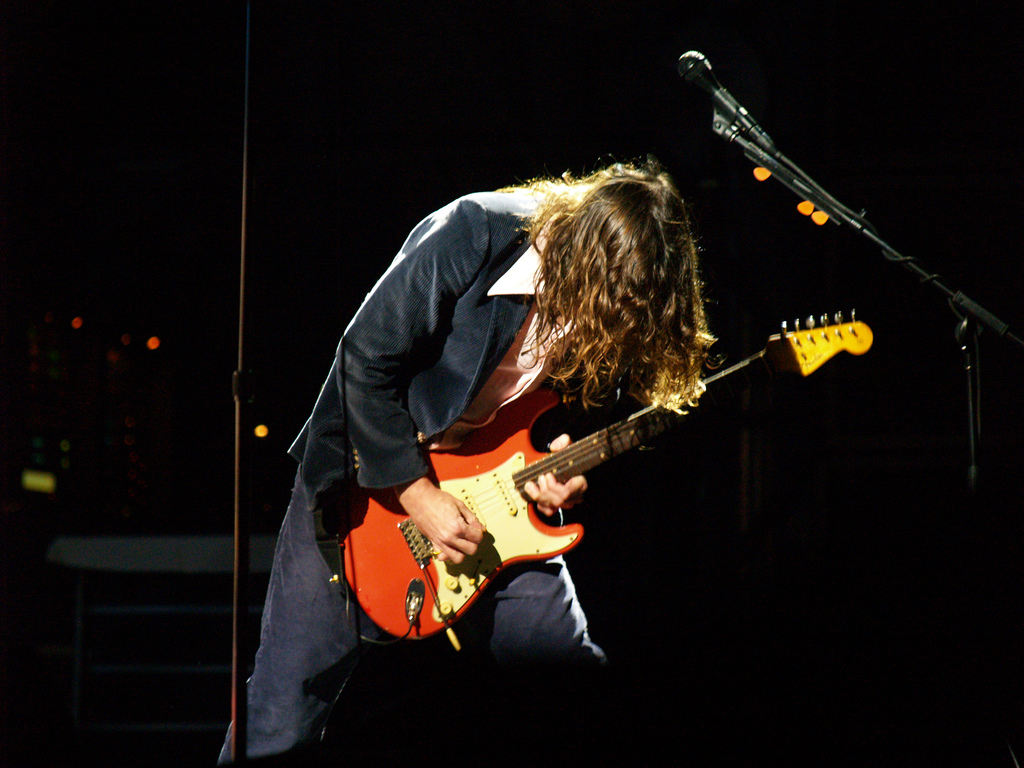
Frusciante in concert cu Red Hot Chili Peppers, 2006

În februarie 2004, Frusciante a format o trupă numită Ataxia, împreună cu Josh Klinghoffer și Joe Lally. Grupul a existat doar două săptămâni, timp în care au fost înregistrate aproximativ 90 de minute de melodii. Ataxia a lansat două albume, Automatic Writing (2004) și AW II (2007).
Tot în februarie, Frusciante a lansat albumul Shadows Collide With People, pe care au apărut și câțiva dintre prietenii săi: Klinghoffer, Flea și Chad Smith. În iunie, a anunțat că urma să lanseze 6 noi albume în decursul a 6 luni: The Will to Death', Automatic Writing (Ataxia), DC EP, Inside of Emptiness, A Sphere in the Heart of Silence și Curtains'.
În 2005, a intrat din nou în studio cu Red Hot Chili Peppers, pentru a înregistra dublu-albumul Stadium Arcadium, dominat de linii de chitară prelucrate cu ajutorul unui sintetizator modular.

### 2007 - prezent: Schimbarea genului muzical

#### 2007 - 2009: A doua plecare din Red Hot Chili Peppers șiThe Empyrean
În 2007, după încheierea turneului Stadium Arcadium, trupa a decis să facă o pauză pe o perioadă nedefinită de timp, iar Frusciante a părăsit a doua oară Red Hot Chili Peppers, pentru a se concentra pe albumele sale solo. Legat de acest eveniment, o lungă perioadă de timp Frusciante s-a ferit să dea detalii. A vorbit pentru prima oară deschis despre acest lucru în august 2013, într-un interviu acordat Billboard, spunând ca "pur și simplu știam că nu voiam să mai fiu vreodată în trupă". John povestește cum, odată ce Flea i-a spus că și-ar dori ca formația să facă o pauză de doi ani, a început să devină din ce în ce mai fascinat de muzică și muzicienii electronici, ajungând să ia cu el sintetizatoarele Roland TB-303 și TR-606 în camerele de hotel pentru a învăța să le programeze (acțiunile se petreceau în timpul turneului Stadium Arcadium). Deși nu a părăsit formația decât peste câteva luni de la încheierea turneului, John spune că era hotărât să o facă de mult timp și că "nici măcar nu îmi mai doream să mă întorc după acea pauză de doi ani". De asemenea, Frusciante povestește cum se simțea constrâns de așteptările fanilor atunci când se afla pe scenă, nefiind liber sa cânte în modul în care își dorea.
În 2009, Frusciante a lansat The Empyrean, un album conceptual înregistrat în perioada 2006-2008, care "spune o singură poveste, atât muzical, cât și liric". Pe acest album apar și alți muzicieni, printre care fostul coleg de trupă Flea, Josh Klinghoffer și Johnny Marr. Vorbind despre The Empyrean, Frusciante a spus: "Sunt chiar mulțumit de album, l-am ascultat de multe ori pentru experiența psihedelică pe care o furnizează" și recomandă ca albumul să fie "ascultat cât de tare posibil, fiind potrivit sufrageriilor întunecate, noaptea târziu".

#### 2009 - prezent: Albumele electronice (Letur-Lefr, PBX Funicular Intaglio Zone, Outsides, Enclosure) și alte colaborări
După ce a părăsit Red Hot Chili Peppers, Frusciante a continuat să lucreze cu vechiul prieten Omar Rodriguez-Lopez, lansând alături de acesta albumele Omar Rodriguez Lopez & John Frusciante si Sepulcros de Miel (ambele in 2010).
Frusciante a început să ia din ce în ce mai în serios visul său de a face muzică electronică. El povesteste cum a progresat in domeniul acestui gen muzical si cum si-a pierdut tot interesul pentru muzica rock intr-un articol publicat pe site-ul lui in iulie 2012 . Împreună cu Venetian Snares și Chris McDonald, într-o trupă numită Speed Dealer Moms, a lansat în 2010 un extended-play.
Letur-Lefr, un EP lansat in iulie 2012, arata o clara departare de stilul consacrat al lui Frusciante, incluzand elemente electronica, hip hop si pop, influentele din muzica rock fiind aproape inexistente. Albumul care l-a succedat, PBX Funicular Intaglio Zone' (septembrie 2012), prezinta aceeasi inclinatie a lui Frusciante catre muzica electronica si acid. In august 2013 a aparut Outsides', un extended-play despre care John spune ca este versiunea lui de free-jazz. Cel mai recent album al artistului este Enclosure, lansat in aprilie 2014 si considerat cel mai accesibil dintre creatiile sale electronice.
Schimbarea stilului muzical a fost întâmpinată cu păreri diferite de fani și de critici; Fred Thomas de la Allmusic spune că "drumul atotschimbător al carierei lui John Frusciante este unul cel putin ciudat. [...] Este incontestabil totuși ca Frusciante nu ar fi sincer cu sine prin această muzică ciudată."
În perioada 2009 - 2014, Frusciante a contribuit la o serie de alte proiecte muzicale, în mod notabil lucrând cu grupul hip hop Black Knights, trupă pentru care a produs trei albume - Medieval Chamber (ianuarie 2014), The Almighty (iulie 2014), și All Skills No Luck (decembrie 2014). De asemenea, a fost parte a trupei Kimono Kult, alături de Omar Rodriguez-Lopez, soția sa Nicole Turley și alți muzicieni. Kimono Kult a lansat in martie 2014 albumul Hiding in the Light.

## Stilul muzical
Stilul muzical Frusciante a evoluat de-a lungul carierei sale. Deși a primit o recunoaștere moderată pentru munca sa, de curând criticii de muzică și chitaristii au început să-l recunoască ca fiind unul din cei mai buni chitariști din lume. În octombrie 2003, el a fost clasat al optsprezecelea în lista Rolling Stone "100 Cei mai mari chitariști din toate timpurile". În general, sunetul lui este, de asemenea, definit de o afinitate pentru chitare de epocă.

## Discografie

### Ca "John Frusciante"
- Niandra Lades and Usually Just a T-Shirt (1994)
- Smile from the Streets You Hold (1997)
- To Record Only Water for Ten Days (2001)
- From the Sounds Inside (2001)
- Shadows Collide with People (2004)
- The Will to Death (2004)
- DC EP (2004)
- Inside of Emptiness (2004)
- A Sphere in the Heart of Silence (2004)
- Curtains (2005)
- The Empyrean (2009)
- Letur-Lefr EP (2012)
- PBX Funicular Intaglio Zone (2012)
- Outsides EP (2013)
- Enclosure (2014)

### Ca "Trickfinger"
- Sect In Sgt (2012)

### Ca producător
- Medieval Chamber' (Black Knights) (2014)
- The Almighty (Black Knights) (2014)
- All Skills No Luck (Black Knights) (2014)